# Bombardamento di Darwin
Il bombardamento di Darwin fu l'incursione aerea lanciata dalla flotta di portaerei del viceammiraglio Chūichi Nagumo ai danni dell'omonima città australiana il 19 febbraio 1942, durante la guerra del Pacifico.

## Contesto strategico
Il principale obiettivo dell'Impero giapponese nel Pacifico erano i giacimenti di petrolio delle Indie Olandesi, che avrebbero potuto porre rimedio alla crisi di carburante provocata dall'embargo statunitense del luglio 1941. Subito dopo il formidabile attacco di Pearl Harbor le preponderanti forze navali nipponiche avevano iniziato le operazioni contro le colonie olandesi, conquistandole una dopo l'altra: meta finale era l'isola di Giava. Il Quartier Generale imperiale però nutriva qualche preoccupazione riguardo Port Darwin, nel nord dell'Australia e a sud-est dell'isola di Timor, che fungeva da ricovero e base di supporto per il naviglio alleato e i rifornimenti ai difensori delle Indie Olandesi. Fu dunque deciso di eliminare il potenziale della città.

## Forze impiegate nell'attacco
Per attuare la neutralizzazione di Port Darwin fu spedita nell'oceano meridionale la flotta del viceammiraglio Chūichi Nagumo, esecutore dell'attacco di Pearl Harbor il 7 dicembre 1941. Essa contava 4 portaerei (Akagi, Kaga, Hiryū, Sōryū) scortate da 2 corazzate e diversi incrociatori tra pesanti e leggeri; il piano di bombardamento si richiamava a quello elaborato per distruggere le navi statunitensi a Pearl Harbor.

## L'attacco alla città e il bilancio
Verso la fine della giornata del 18 febbraio 1942, la squadra di Nagumo si posizionò nel mar di Timor; all'alba del 19 febbraio decollarono 190 aerei che, al comando di Mitsuo Fuchida, subito si diressero sulla città. Giunti sopra di essa alle ore 09.58, gli aerei della prima ondata iniziarono l'attacco alle ore 10.00, poco od affatto contrastati dalla difesa antiaerea, in quanto i serventi si erano dati quasi tutti alla fuga. I giapponesi poterono così agire quasi indisturbati a causa della sorpresa e anche dell'esiguo numero di caccia a difesa di Port Darwin, che presto furono eliminati. I principali obiettivi erano le navi ancorate nel porto, delle quali molte furono colpite o affondate: il cacciatorpediniere americano Peary ebbe 80 morti a bordo, mentre il mercantile Neptuna, carico di esplosivi, scoppiò violentemente provocando 45 morti.
Il bombardamento nipponico era durato meno 45 minuti, ma provocò numerose perdite e danni: furono affondate una decina di navi trasporto, il cacciatorpediniere americano Peary e uccisi o feriti centinaia di marinai; inoltre più di 20 aerei furono abbattuti o distrutti sulle piste, privando così Darwin della propria protezione aerea. Il bombardamento causò danni così gravi sia al porto che alla città da divenire noto come la "Pearl Harbor australiana". La popolazione (circa 2 000 persone) dette luogo a un vero e proprio esodo, abbandonando Darwin e fermandosi solo 115 chilometri più sud, mentre nelle sfere dirigenti del continente si erano accesi i timori più vivi di un ritorno dei giapponesi, che di sicuro avrebbero tentato uno sbarco.
Negli ambienti militari nipponici la riuscita dell'incursione scatenò vasti entusiasmi e soprattutto nella Marina imperiale molti ufficiali videro nell'attacco la prima fase della futura invasione dell'Australia; gli eventi successivi della guerra fecero sfumare però ogni progetto in merito.

## Filmografia
L'episodio del bombardamento della città australiana di Darwin è rappresentato nel film Australia del 2008.